# Bymainiella lugubris
Bymainiella lugubris es una especie de Arachnida del género Bymainiella, de la familia Hexathelidae, del orden Araneae. Las arañas son depredadores terrestres que construyen redes en la tierra.

## Distribución
Bymainiella monteithi es una de las especies que se distribuye con endemismo en el sur de Australia (Nueva Gales del Sur). La especie se encuentra en hábitats de bosques alpinos, eucaliptos nevados y bosques esclerófilos abiertos. La localidad tipo es las Mesetas del Norte.

## Taxonomía
Fue descrita científicamente por el aracnólogo australiano Robert John Raven en 1978.
Tratamiento taxonómico
La especie aparece registrada y publicada en Australian Journal of Zoology Supplementary Series número 65, entre las páginas 1 y 75 (1978).